# Thoma Andor
Thoma Andor (Magyaróvár, 1928. november 30. – Párizs, 2003. május 31.) antropológus. Tudományos munkáját nemzetközi szinten elismerték, melyet többek közt a palesztinai, jégkor végi ősemberek keveredéssel vagy átalakulással történt megjelenését elemző közleményével valamint a vértesszőlősi őstelep leletének elemzésével vívott ki.

## Életrajza
1928 november 30-án született Magyaróváron. 1947-ben kitűnő eredménnyel érettségizett a magyaróvári Piarista Gimnáziumban. 1947 és 1952 között Biológiai és földrajzi szakon tanult a Debreceni Egyetemen Természettudományi Karán, Balogh Béla és Malán Mihály professzoroknál. 1952–tól 1953-ig egyetemi adjunktus volt Malán Mihály mellett a Debreceni Kossuth Lajos Tudományegyetem Embertani Intézetében. 1953-ban tanárként végzett az egyetemen, de katolikus vallása miatt eltávolították. 1954–1955 között Kőbányán (Budapest X. kerület), az emberi oltások előállításának és kutatásának intézetében kapott szakmunkás állást. 1956-tól 1957-ig Muzeológus-kurátor a miskolci Herman Ottó Természettudományi Múzeumban. 
1957-ben súlyos bőrbetegséget kapott, egy évig kórházban kezelték. 1958–1962-ben antropológus kutató a Magyar Természettudományi Múzeum Antropológiai Osztályán. 1963-tól 1966-ig Egyetemi adjunktus a debreceni Kossuth Lajos Tudományegyetem Embertani Tanszéken. 1964-ben egyetemi doktori címet szerzett. 1966-ban vallási meggyőződése miatt eltiltották az oktatástól. 1967–1969 között az MTA Biológiai Kutatóintézetének tudományos főmunkatársa volt. 1970–1972-ben meghívott vendégelőadó a Párizsi Egyetem Intézete Biológiai Antropológia tanszékén. 1973-tól 1984-ig docens, 1985-től 1994-ig professzor Belgiumban a Leuveni Katolikus Egyetemen, Louvain-la-Neuve (Belgium). 1988-ban a tudományos munkásságáért a belga király a koronarend parancsnoki fokozatával tüntették ki. 1994-ben nyugdíjba vonult és Párizsba költözött. 2003. május 31-én halt meg Párizsban. Budakeszin helyezték örök nyugalomra.